# Татуировщик

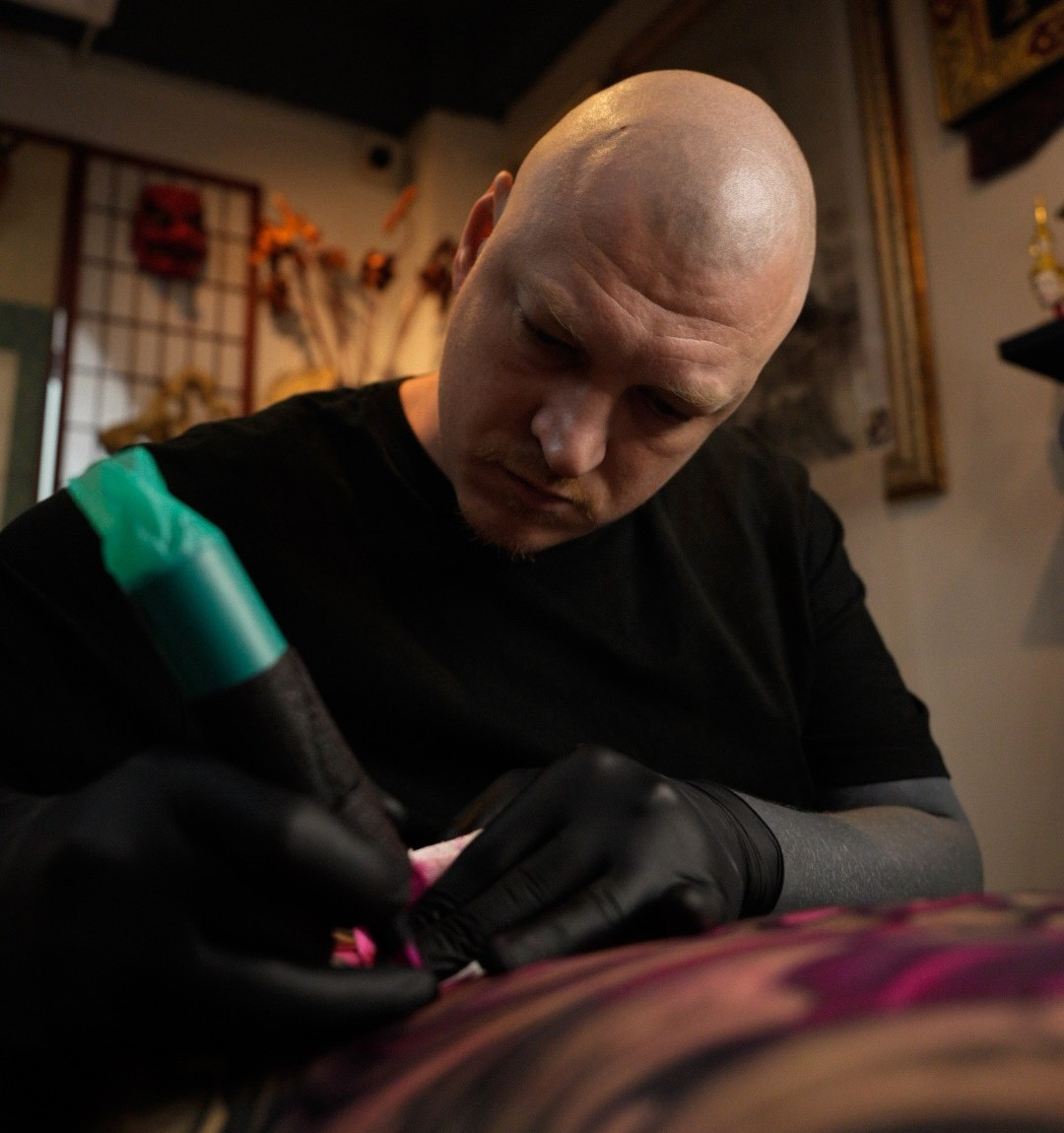

Татуировщик (мастер татуировки, кольщик) — человек, занимающийся нанесением изображений на кожу человека с помощью специализированного оборудования и пигментов. 
Профессия татуировщика имеет древние корни и восходит к временам первобытных обществ. В разных культурах татуировки использовались для обозначения социального статуса, религиозной принадлежности, обрядов посвящения или как талисманы. Первые документально подтверждённые находки татуировок относятся к эпохе неолита — знаменитый ледяной человек Эци, найденный в Альпах, имел многочисленные татуировки на теле.
В современном виде профессия начала активно развиваться в конце XIX века после изобретения электрической тату-машинки Сэмюэлем О’Рейли в 1891 году. С тех пор техника нанесения татуировок значительно усовершенствовалась, а искусство татуировки получило широкое распространение по всему миру.
Татуировщик может работать на основе бумажных эскизов, переводя их при помощи трансферной бумаги и специального геля, либо создавать рисунок непосредственно на теле клиента, так называемый freehand.
Для того чтобы стать татуировщиком, необходимо обладать художественными навыками, знанием анатомии, колористики и дезинфекции. Большинство мастеров проходят обучение у более опытных коллег в формате ученичества. В некоторых странах и регионах требуется получение лицензии, подтверждающей квалификацию и знание санитарных норм.
Основные навыки, необходимые татуировщику:
- Владение различными техниками нанесения татуировки
- Знание инструментов и материалов (тату-машинки, пигменты, иглы, кожа)
- Понимание основ анатомии и физиологии кожи
- Соблюдение санитарно-гигиенических норм
- Работа с клиентами и разработка индивидуальных эскизов

Татуировщики могут специализироваться на различных стилях татуировки, среди которых:
Реализм — детализированные изображения, приближенные к фотографическим.
Биомеханика и органика — мотивы, напоминающие механические или природные структуры.
Олд-скул и нью-скул — традиционные и современные интерпретации ярких и стилизованных рисунков.
Минимализм и графика — простые линии, геометрия и чёрно-белые изображения.
Японский стиль (Ирэдзуми) — традиционные японские сюжеты и композиции.
Многие мастера татуировки по своему желанию могут принимать участие в фестивалях и конвенциях, посвящённых тату-культуре , которые проходят по всему миру, в том числе и в России. В рамках таких мероприятий мастера знакомятся со своими коллегами, посещают мастер-классы, а так же наблюдают за работой друг друга, это особенно удобно когда мастер приехал из другого города или страны.
В 2020 году в России в Государственном музее изобразительных искусств имени А.С. Пушкина совместно с парижским Музеем на набережной Бранли имени Жака Ширака представляет выставочный проект «Tату», посвященный искусству татуировки.